# NGC 4670
NGC 4670 = Arp 163 ist eine 12,2 mag helle linsenförmige Zwerggalaxie vom Hubble-Typ SB0/a im Sternbild Haar der Berenike am Nordsternhimmel. Sie ist schätzungsweise 48 Millionen Lichtjahre von der Milchstraße entfernt und hat einen Durchmesser von etwa 20.000 Lichtjahren. 
Halton Arp gliederte seinen Katalog ungewöhnlicher Galaxien nach rein morphologischen Kriterien in Gruppen. Diese Galaxie gehört zu der Klasse Galaxien mit diffusen Filamenten.
Im selben Himmelsareal befinden sich u. a. die Galaxien NGC 4673 und NGC 4692. 
Das Objekt wurde am 6. April 1785 von Wilhelm Herschel mit einem 18,7-Zoll-Spiegelteleskop entdeckt, der sie mit „F, S“ beschrieb.